# Ulrich Salchow
Karl Emil Julius Ulrich Salchow est un patineur artistique suédois (né le 7 août 1877 à Copenhague et mort le 19 avril 1949 à Stockholm). Il a dominé ce sport durant la première décennie du XXe siècle.

## Biographie

### Carrière sportive
Ulrich Salchow est un patineur artistique qui a totalement dominé ses contemporains, c'est pourquoi il a encore actuellement le plus grand palmarès de patinage de tous les temps :
- Il détient le record du nombre de titres de champion du monde chez les Messieurs : 10 titres (1901-1902-1903-1904-1905-1907-1908-1909-1910-1911). Seule la patineuse norvégienne Sonja Henie a également remporté 10 titres dans les années 1920-1930.
- Il détient le record du nombre de titres de champion d'Europe : 9 titres (1898-1899-1900-1904-1906-1907-1909-1910-1913)

Il devient le premier patineur champion olympique lors des Jeux olympiques d'été de 1908 à Londres. Il ne pourra pas défendre son titre quatre ans plus tard aux Jeux olympiques d'été de 1912 à Stockholm car le patinage artistique y est absent, les organisateurs lui préférant l'art du ski. En 1916, les jeux prévus à Berlin sont annulés à cause de la Première Guerre mondiale. Il doit donc attendre les Jeux olympiques d'été de 1920 à Anvers pour pouvoir défendre son titre acquis douze ans plus tôt, mais à l'âge de 42 ans, il ne peut plus prétendre au podium et prend tout de même une honorable quatrième place.
Il est à noter qu'Ulrich Salchow a obtenu tous ces titres avec la même paire de patins.

### Lesalchow
En 1909, Ulrich Salchow a inventé un saut dont le départ est une carre intérieure arrière et l'arrivée sur une carre extérieure arrière avec l'autre pied que celui ayant déclenché le départ. La postérité a donné le nom de salchow à ce saut en son honneur. Aujourd'hui ce saut se fait en triple rotation dans les compétitions internationales, et encore très rarement en quadruple rotation.
En patinage artistique, il existe cinq autres sauts : l'axel, le boucle, le boucle piqué, le flip, et le lutz.

### Président de l'ISU
Après s'être retiré de la compétition, Ulrich Salchow resta actif dans le sport. Il fut élu président de l'International Skating Union ("Union internationale de patinage" en français) en 1925 et le resta jusqu'en 1937.
Plusieurs nouveautés ont lieu sous sa présidence :
- création des championnats d'Europe de patinage artistique pour les Dames et les Couples en 1930.
- premières épreuves féminines de patinage de vitesse aux Jeux olympiques d'hiver de 1932 à Lake Placid aux États-Unis. Les épreuves sont le 500m, 1000m et 1500m. Ces épreuves féminines sont retirées dès les Jeux suivants à Garmisch-Partenkirchen en 1936, et ne reviendront que pour les Jeux de 1960 à Squaw Valley.
- création des championnats du monde toutes épreuves de patinage de vitesse pour les femmes en 1936.

Ulrich Salchow était également président de Allmänna Idrottsklubben (AIK) de Stockholm entre 1928 et 1939, un club sportif suédois de premier plan, situé à Solna près de Stockholm, et qui est actif dans le football, le hockey sur glace, l'unihockey, le bandy, le tennis et d'autres sports. Il a été aussi président de la Fédération suédoise de cyclisme (1904-07), président de la fédération suédoise de patinage (1917-20, 1923-32 et 1935-38), président de la fédération suédoise de boxe (1919-32) et membre du conseil d'administration de la Confédération Suédoise des Sports (1911-28).
À côté de ses responsabilités sportives, Ulrich Salchow travaillait en tant que journaliste au quotidien suédois Dagens Nyheter et à l'agence de presse américaine Associated Press. Il a aussi travaillé à la Sveriges Radio et a été aussi un marchand prospère.

### Famille
Ulrich Salchow est le fils de deux Danois : John William Salchow et Elisabeth Kathrine Rye. En 1931, il s'est marié avec une dentiste danoise Anne-Elisabeth Bahnson. Il était le frère de l'écrivain William Salchow (1878-1942). En 1917, il est expulsé du Danemark « après la loi sur le refuge des étrangers » (« efter Fremmedloven med tilhold ») à cause du chômage et ne revint jamais au Danemark. Ulrich Salchow meurt le 19 avril 1949 à Stockholm, à l'âge de 71 ans, et est inhumé à Norra begravningsplatsen, un cimetière de la commune de Solna.

### Hommage
En 1976, il a été intronisé au Temple mondial de la renommée du patinage artistique.

## Palmarès
| Compétition | 1895 | 1896 | 1897 | 1898 | 1899 | 1900 | 1901 | 1902 | 1903 | 1904 | 1905 | 1906 | 1907 | 1908 | 1909 | 1910 | 1911 | 1912 | 1913 | 1914 | 1915 | 1916 | 1917 | 1918 | 1919 | 1920 |
| Jeux olympiques d'été |      |      |      |      |      |      |      |      |      |      |      |      |      | 1er  |      |      |      | X    |      |      |      | JA   |      |      |      | 4e   |
| Championnats du monde |      |      | 2e   | F    | 2e   | 2e   | 1er  | 1er  | 1er  | 1er  | 1er  | F    | 1er  | 1er  | 1er  | 1er  | 1er  | F    | F    | F    | CA   | CA   | CA   | CA   | CA   | CA   |
| Championnats d’Europe |      | CA   | CA   | 1er  | 1er  | 1er  | 3e   | CA   | CA   | 1er  | F    | 1er  | 1er  | F    | 1er  | 1er  | F    | F    | 1er  | F    | CA   | CA   | CA   | CA   | CA   | CA   |
| Championnats de Suède | 1er  | 1er  | 1er  | CA   | CA   | CA   | CA   |      | CA   |      |      |      |      |      |      |      |      |      |      | CA   |      |      |      |      |      |      |
| Légende : F= Forfait ; X = Pas de patinage artistique aux Jeux olympiques d'été de 1912 ; CA = Championnats d'Europe et du monde annulés ; JA = Jeux olympiques d'été annulés |      |      |      |      |      |      |      |      |      |      |      |      |      |      |      |      |      |      |      |      |      |      |      |      |      |      |